# Lois Peña Novo
Lois Peña Novo (Vilalba, Lugo, 1893 - Outeiro de Rei, Lugo, 1967) fou un polític i escriptor de Galícia, d'ideologia nacionalista gallega.

## Biografia
Va néixer al llogaret d'O Rollo, avui un carrer de Vilalba (província de Lugo), el 5 d'agost de 1893. Era fill de Vicente Peña Rodríguez i María Novo Pardo. La seva família era llauradora, Lois fou el cinquè dels germans. Va estudiar al Seminari de Mondoñedo i després va cursar la carrera de Dret en la Universitat de Santiago de Compostel·la, acabant en 1915. En el curs següent va treballar com a professor auxiliar de Lois Porteiro en la mateixa Facultat en la que estudiava.
En 1916, any en què es va fundar la primera Irmandade da Fala, es va incorporar a la de Compostel·la i va participar com a cofundador en la de Vilalba.
En 1918 va ser redactor del Programa das Irmandades da Fala, aprovat en la I Assemblea Nacionalista celebrada a Lugo. Entre uns altres recollia la petició de l'autonomia integral de Galícia i la igualtat de drets de dones i homes.
Peña Novo va ser el primer regidor electe en una candidatura nacionalista a Galícia, resultant escollit a l'ajuntament de la Corunya en els comicis del 8 de febrer de 1920 (en els quals el seu company de candidatura, Antonio Villar Ponte, va perdre per molt pocs vots).
En 1921 va publicar el llibre La Mancomunidad Gallega, que fou la referència dels galleguistes a l'hora de concretar llurs ànsies d'autogovern.
Amb la proclamació de la Segona República Espanyola va ser membre de la comissió redactora del Projecte d'Estatut d'Autonomia per a Galícia de la Federació Republicana Gallega i ponent en la presentació i defensa d'aquest Projecte estatutari en l'Assemblea celebrada a La Corunya els dies 4 i 5 de juny de 1931. S'hi van aprovar les "Bases per a l'Estatut Gallec".
El 8 de maig de 1936 va ser un dels assistents a la junta dels diputats i dels compromissaris (per escollir al President de la República) escollits a Galícia, amb l'objectiu de donar suport al projecte estatutari en un temps que es va valorar com a "conjuntura magnífica per sotmetre a referèndum el projecte d'Estatut Gallec". Al juny de 1936 va participar activament en la campanya pro-Estatut de Galícia.
Peña Novo va exercir diversos càrrecs durant la Segona República: Governador civil de Càceres (des del 6 de maig al 31 d'agost de 1932), Sevilla (des del 31 d'agost al 9 de desembre de 1932), València (des del 22 d'agost al 14 de setembre de 1933), i Governador general d'Extremadura (nomenat el 7 de desembre de 1932). Va ser un fidel defensor de la República en la seva caiguda davant la revolta militar del 17 de juliol de 1936, mantenint la seva lleialtat a la República i defensant mentre va ser possible el Govern Civil de Lugo.
La seva pertinença al bàndol republicà va suposar el començament de les penalitats: va ser empresonat primer a Lugo i després en Baralla. Més tard va ser deportat a Mallén (Saragossa), per després tornar com a confinat a Vilalba al final de la guerra.
D'aquesta etapa de la seva vida, únicament es coneix la seva assistència (cap a l'any 1945), a una reunió celebrada a La Corunya per iniciativa de Ramón Piñeiro. En aquesta reunió es pretenien iniciar els contactes per a la formació d'un front democràtic oposat al franquisme. Però dos anys més tard, Ramón Piñeiro va ser detingut, la qual cosa va fer malbé aquesta pretensió, i va significar el final de l'activitat política de Peña Novo.
Des de llavors, la seva vida es va concentrar en l'àmbit del privat i en l'exercici de l'advocacia en el seu despatx de Villalba. L'única excepció la va constituir l'obtenció del premi Mouronte el febrer de 1959 pel seu article La inversión del ahorro campesino, publicat en el periòdic La Noche amb el pseudònim Luís de Cadaval.
En 1962, quan ja s'apropava als setanta anys, va anar a Madrid per viure a la casa del seu fill, el metge Lois Peña López. Peña Novo va retornar a Vilalba tots els estius fins que, en un d'aquests viatges, el 24 de juliol de 1967 ell i la seva esposa van morir en un accident de autòmobil a Robra (Outeiro de Rei).

## Pensament
Lois Peña Novo va ser, amb diversos llibres i centenars d'articles (publicats a El Pueblo Gallego, Galicia, A Nosa Terra, Acción Coruñesa, Revista Nós, El Ratón), un dels principals estudiosos de la realitat socioeconòmica gallega del primer terç del segle XX i de les temptatives de la seva resolució. Es pot sintetitzar el pensament de Peña Novo en les següents formulacions:
Galícia nació, que aspiraria a l'autonomia integral, i a convertir-se en un estat dins de la República Federal Espanyola. El seu suport econòmic-social seria una pagesia amo de les seves terres, organitzat en cooperatives i amb accés fàcil al crèdit per millorar l'agricultura i la ramaderia que, juntament amb les indústries de transformació, amb l'aprofitament forestal, la pesca i les indústries derivades, i l'explotació mineral, havien de constituir els pilars bàsics de la seva estructura econòmica.
- Negació-oposició a l'antic Estat Espanyol, representat emblemàticament per Castella, que amb la seva forma de representació política -el caciquisme- i el seu sistema aranzelari proteccionista, va impedir el desenvolupament de Galícia en els seus aspectes polítics i econòmics.[1]

- Integració amb Portugal, nació que va formar antany una unitat amb Galícia, que podria haver estat la Gran potència atlàntica, més forta que Anglaterra, de no imposar-se-li a Galícia, quan ja finalitzava el segle xv, la unitat feta pels Reis Catòlics.[1]

- Analogia per afinitat ètica amb Irlanda, que per aquells anys (en 1919) es va independitzar del Regne Unit, i per afinitat política amb Catalunya i el País Basc, que intentaven aconseguir la independència respecte a l'Estat Espanyol.[1]